# Академія вишуканих мистецтв (Франція)
Академія вишуканих мистецтв, або Академія мистецтв (фр. Académie des Beaux-Arts) — одна з п'яти академій у складі Інституту Франції. Існує з 1816 року; створена з об'єднаних 1803 року Академії живопису і скульптури, Академії музики і Академії архітектури, що виникли ще в XVII столітті.
З 2005 року загальна кількість академічних місць — 57.
З 2013 до кінця 2014 Президентом Академії був Люсьєн Клерг (фр. Lucien Clergue) — французький фотохудожник, перший фотограф, обраний членом Академії вишуканих мистецтв Франції (2007).

## Структура

### Відділення
- I. Живопису
- II. скульптури
- III. архітектури
- IV. графіки
- V. Музичної композиції
- VI. вільні члени
- VII. Кінематографії та аудіовізуальних мистецтв (з 1985)
- VIII. Фотографії (з 2005)